# André Lavoinne
André Lavoinne est un homme politique français né le 1er juillet 1867 à Boudeville (Seine-Maritime) et mort le 11 novembre 1952 à Boudeville.

## Biographie
Agriculteur-éleveur à la ferme du Bosc-aux-Moines, conseiller général du canton de Doudeville, il est député de Seine-Inférieure de 1912 à 1924, déposant une proposition de loi afin que le 11 novembre soit déclaré jour férié. Il est sénateur de 1927 à 1940. Le 10 juillet 1940, il vote les pleins pouvoir à Pétain. Rapidement, il s'oppose à Laval.
André Lavoinne était : président de l'Association des éleveurs de la Seine-Inférieure, président d'honneur de la Société centrale d'agriculture, du Herd-Book normand. Il était officier de la Légion d'honneur.

## Distinctions
- Officier de la Légion d'honneur

## Publications
- Étude sur la race bovine normande en Seine-Inférieure, Rouen, 1908
- La race bovine Normande : 50 ans d'élevage au Bosc-aux-Moines de silencieux à bohémien, conseils aux jeunes, Yvetot, 1952

## Sources
- « André Lavoinne », dans le Dictionnaire des parlementaires français (1889-1940), sous la direction de Jean Jolly, PUF, 1960 [détail de l’édition]

- Ressources relatives à la vie publique :   - Sénat
  - Base Sycomore
- Notices d'autorité :   - VIAF
  - ISNI
  - IdRef